# Adelaarsgebergte

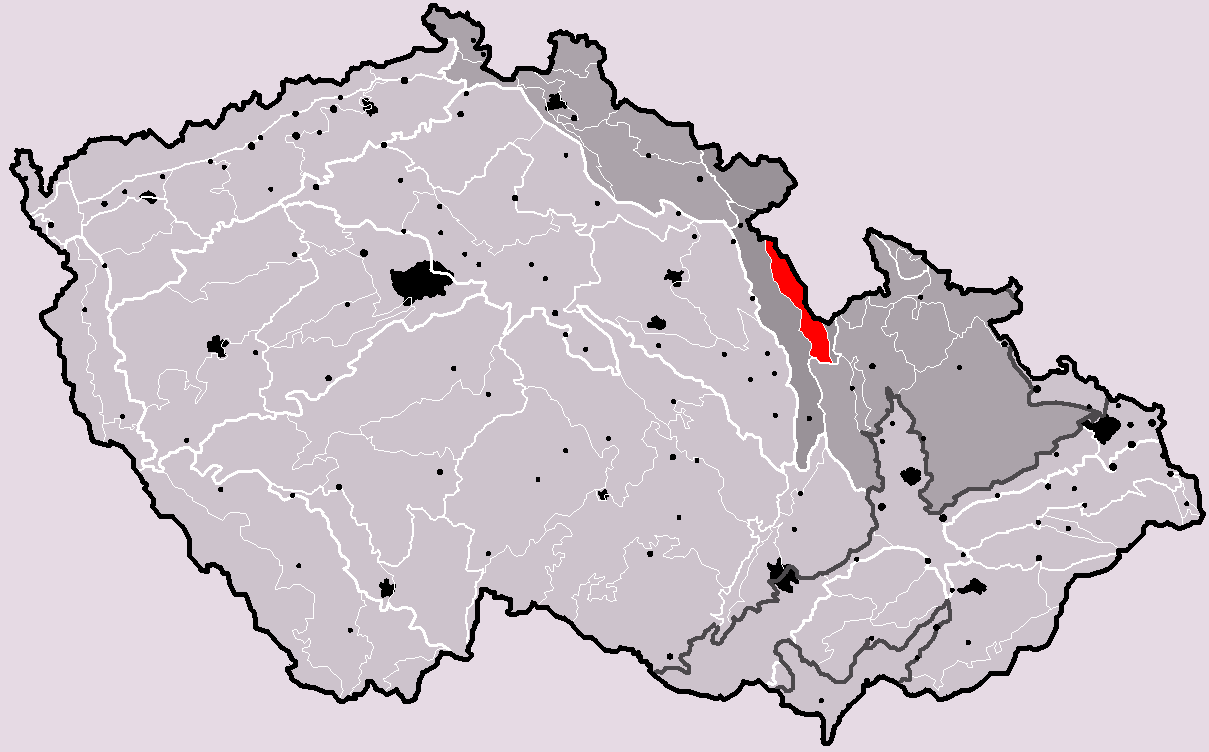
Locatie in Tsjechië

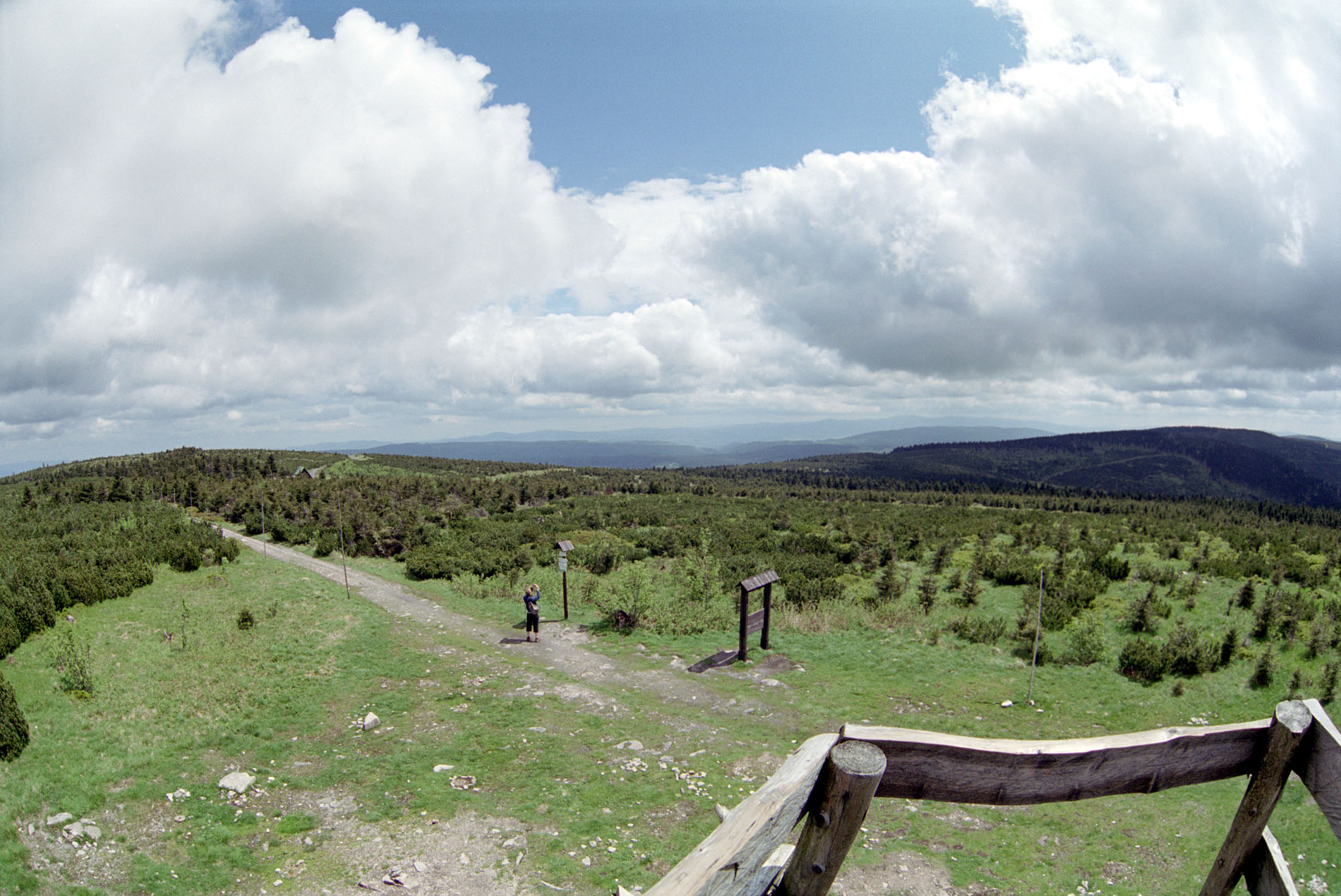
Velká Deštná

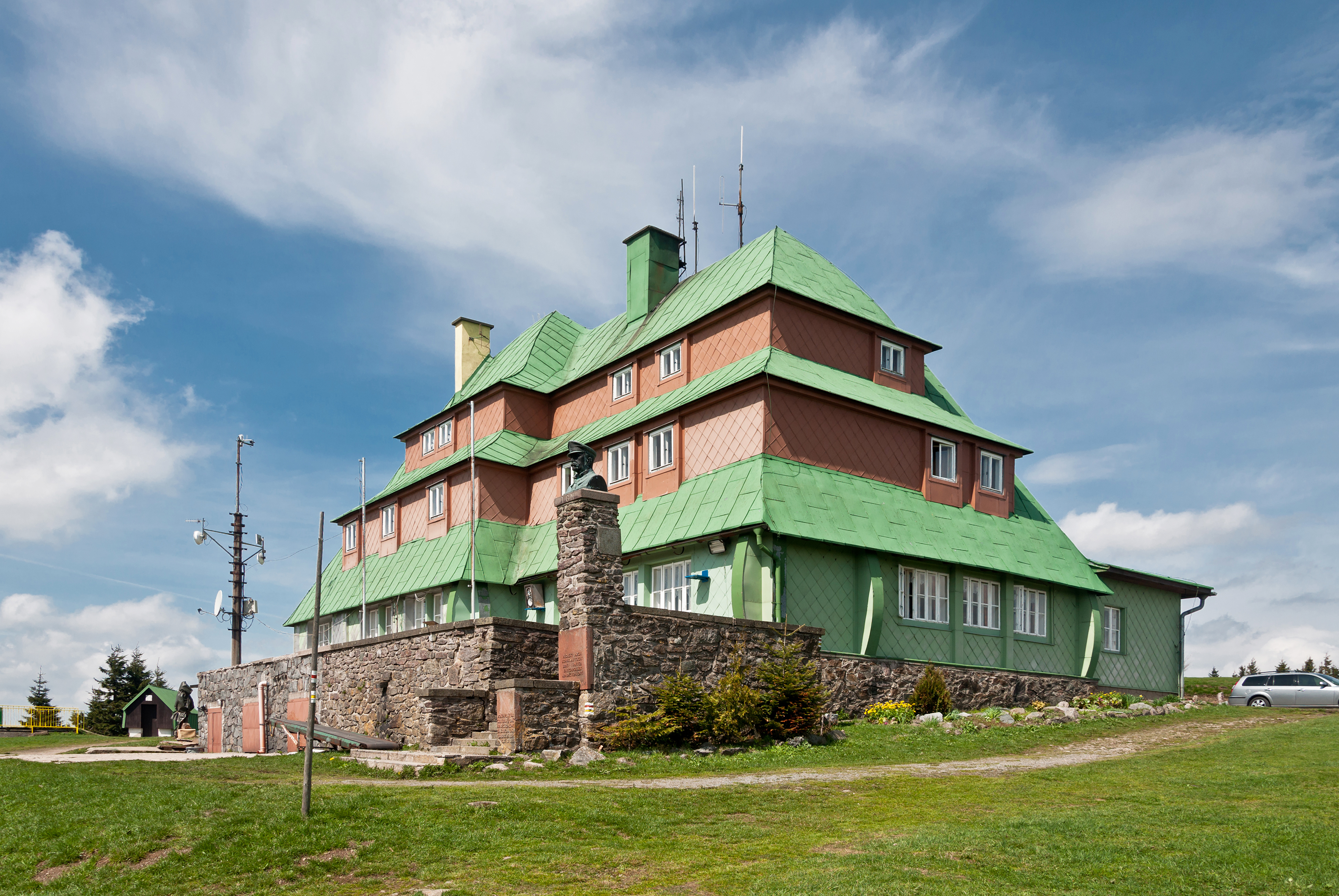
Masarykova chata

Het Adelaarsgebergte (Tsjechisch Orlické hory, [ˈorlɪtskɛː ˈɦorɪ]) is een bergrug in het meest oostelijk gelegen berggebied van Bohemen in Tsjechië op de grens met Polen en is ca. 20 km lang en 10 km breed. Het begint in Olešnice v Orlických horách (Gießhübel) en eindigt in Králíky (Grulich).
De hoogste top is de Velká Deštná met 1115 m. Het ligt parallel aan het Reuzengebergte.
Enkele meren zijn het Pastviny stuwmeer en het Rozkoš meer.

## Bergen
Van noordwest naar zuidoost:
- Hohe Mense (pools Orlica, tsjechisch Vrchmezí), 1084 m
- Sattlerkoppe (Sedloňovský vrch), 1050 m
- Scherlich (Šerlich), 1027 m
- Malá Deštná, (Deschneyer Kleinkoppe), 1090 m
- Velká Deštná (Deschneyer Großkoppe), 1115 m
- Vřesník, 1097 m
- Orel, 1099 m
- Střední vrch, 1000 m
- Tetřevec, 1043 m
- Mückenberg (Komáří vrch), 992 m
- Ernestinenberg (Anenský vrch), 991 m

## Bezienswaardigheden
- Hradec Králové
- Opecno, 16de-eeuws slot
- Pastviny stuwmeer en het Rozkoš meer
- Litomyšl
- Nové Město nad Metují
- Žamberk